# 神经回路
神经回路（英語：neural circuit）是指生物體內一群由突觸相互連結的特定神经元群體，其負責傳遞、執行一項特定功能，並與其他神經迴路共同構築大腦更高階的神經網路，並產生個體的意识，協助生物进行思考和行动。
由于人工神经网络发展，作为对比，神经回路也称“生物神经网络（biological neural network， BNNs）”。

## 歷史
- 1872年，義大利的醫學院畢業生高基（Camillo Golgi）在一次意外中，將腦塊掉落在硝酸銀溶液中。數週後，他以顯微鏡觀察此腦塊，成就了神經科學史上重大里程碑——“首次以肉眼看到神經細胞”。該方法也成為神經科學領域最重要的染色法——高基氏染色（Golgi's method）。

## 基本構造
- 生物神經細胞
  1. 細胞體（soma）
  2. 樹突（dendrites）
  3. 軸突丘（hillock）
  4. 軸突（axon）
  5. 突觸（synapse）